# Fred Erdman
Frederik (Fred) Erdman (ur. 13 sierpnia 1933 w Antwerpii, zm. 10 kwietnia 2021) – belgijski i flamandzki polityk, prawnik oraz samorządowiec, parlamentarzysta, a w latach 1998–1999 przewodniczący Partii Socjalistycznej.

## Życiorys
Urodził się jako syn polsko-żydowskiego imigranta, w okresie II wojny światowej był zmuszony się ukrywać. Kształcił się na Vrije Universiteit Brussel, gdzie ukończył nauki polityczne i administrację, a także uzyskał doktorat z prawa. Praktykował jako adwokat, był również nauczycielem akademickim na macierzystej uczelni. W latach 1984–1986 stał na czele miejskiej adwokatury w Antwerpii.
Zaangażował się w działalność polityczną w ramach flamandzkiej Partii Socjalistycznej. W latach 1984–1988 był radnym Antwerpii, a od 1988 do 1999 członkiem federalnego Senatu. W latach 1988–1992 pełnił funkcję wiceprzewodniczącego izby wyższej belgijskiego parlamentu, następnie przez siedem lat kierował frakcją senacką swojego ugrupowania. W latach 1998–1999 zajmował stanowisko przewodniczącego Partii Socjalistycznej. W kadencji 1999–2003 sprawował mandat posła do Izby Reprezentantów.
Komandor Orderu Leopolda (1999).